# Cyprus op het Eurovisiesongfestival 2008

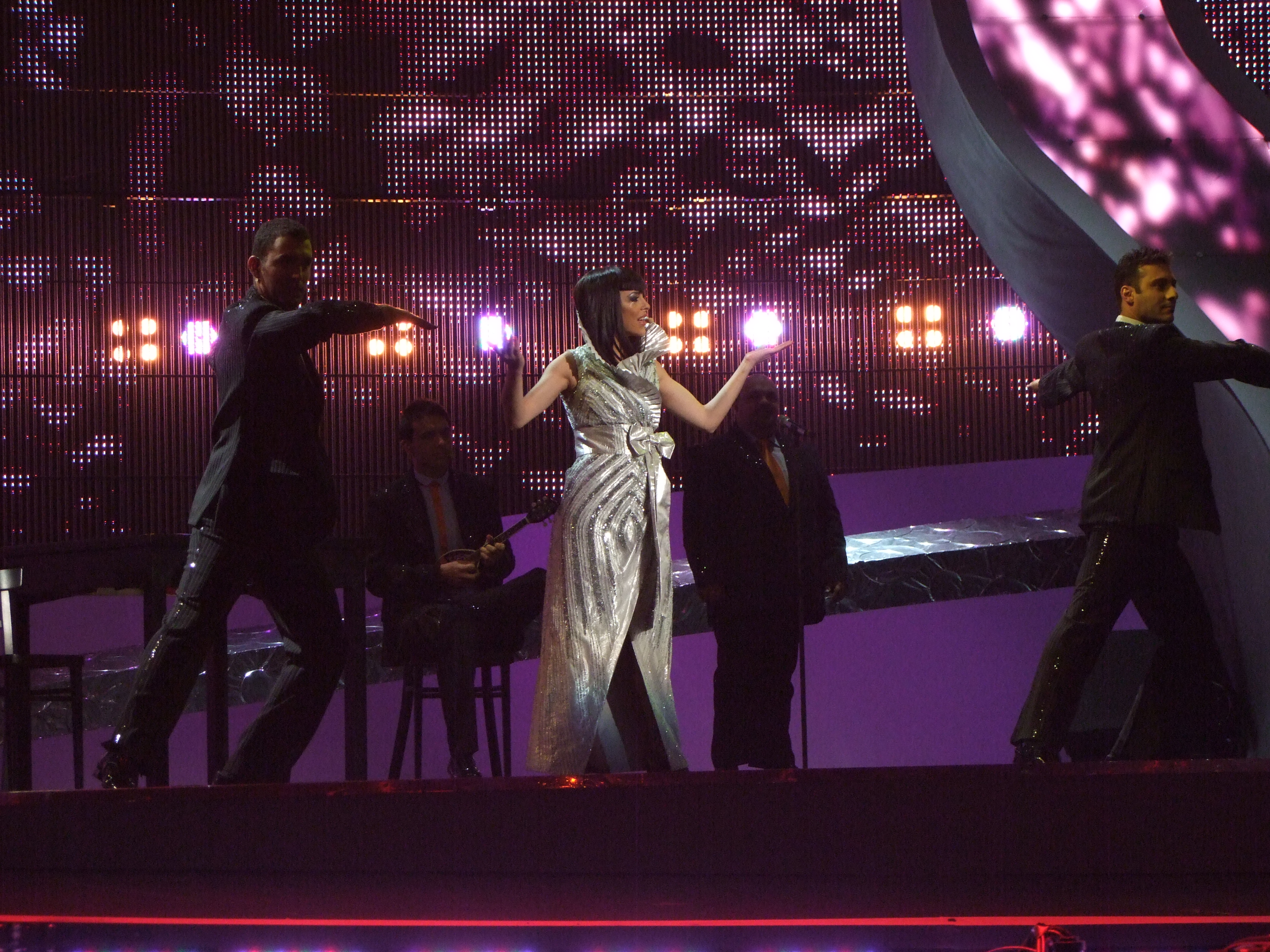
Evdokia Kadi op het Eurovisiesongfestival 2008

Cyprus nam deel aan het Eurovisiesongfestival 2008 in Belgrado, Servië. Het was de 26ste deelname van het land op het Eurovisiesongfestival. De CyBC was verantwoordelijk voor de Cypriotische bijdrage voor de editie van 2008.

## Selectieprocedure
In tegenstelling tot het jaar ervoor koos de nationale omroep dit jaar voor een nationale finale.
Componisten konden tot 15 november 2007 hun lied insturen bij de omroep. Een selectiecomité koos de 10 deelnemers voor de finale.
De winnaar van de finale werd gekozen door een combinatie van jury en televoting. 
| Volgorde | Artiest                        | Lied                 | Lyrics                                                        | Jury | Televoting | Totaal | Plaats |
| -------- | ------------------------------ | -------------------- | ------------------------------------------------------------- | ---- | ---------- | ------ | ------ |
| 1        | Eleni Skarpari                 | "Moments of Madness" | Mike Connaris (m & l)                                         | 16   | 18         | 34     | 7      |
| 2        | Myria Pampori & Alexis Manison | "Turning to You"     | Minas Pamporis (m & l)                                        | 8    | 48         | 56     | 4      |
| 3        | Mirto Meletiou                 | "Rescue Me"          | Christodoulos Haralampides (m & l), Andreas Ikonomidi (m & l) | 20   | 12         | 32     | 9      |
| 4        | Sofia Strati                   | "This Can't Be Love" | Giorgos Pellapashiotis (m & l)                                | 12   | 42         | 54     | 5      |
| 5        | Evdokia Kadi                   | "Femme Fatale"       | Nikos Evagelou (m), Vangelis Evangelou (l)                    | 32   | 72         | 104    | 1      |
| 6        | Nikolas Metaxas                | "I Can't Be"         | Nikolas Metaxas (m & l)                                       | 40   | 60         | 100    | 2      |
| 7        | Marlain Angelidou              | "Rejection"          | Marlain Angelidou (m & l)                                     | 48   | 36         | 84     | 3      |
| 8        | Nikolas Metaxas                | "Butterfly"          | Nikolas Metaxas (m & l)                                       | 24   | 30         | 54     | 6      |
| 9        | Elizabeth Anastasiou           | "Sugar Mountain"     | Michael Neophytou (m), Sotira Hadjipanagi (l)                 | 4    | 24         | 28     | 10     |
| 10       | Constantinos Andronikou        | "Calling You"        | Constantinos Andronikou (m & l)                               | 28   | 6          | 34     | 8      |

## In Belgrado
In de halve finale moest men aantreden als 17e van 19 landen, net na Malta en voor Macedonië. Het land behaalde een vijftiende plaats met 36 punten, wat niet genoeg was om de finale te halen.
Men ontving 1 keer het maximum van de punten.
België en Nederland namen niet deel aan deze halve finale.

### Gekregen punten

#### Halve finale
| 12 punten             | 10 punten | 8 punten    | 7 punten                          | 6 punten |
| --------------------- | --------- | ----------- | --------------------------------- | -------- |
| - Verenigd Koninkrijk |           | - Bulgarije |                                   |          |
| 5 punten              | 4 punten  | 3 punten    | 2 punten                          | 1 punt   |
| - Hongarije           | - Turkije |             | - Albanië - Georgië - Zwitserland | - Servië |

### Punten gegeven door Cyprus

#### Halve finale
Punten gegeven in de halve finale:
| 12 punten | Georgië     |
| 10 punten | Oekraïne    |
| 8 punten  | Bulgarije   |
| 7 punten  | Zwitserland |
| 6 punten  | Kroatië     |
| 5 punten  | Denemarken  |
| 4 punten  | Zweden      |
| 3 punten  | Portugal    |
| 2 punten  | Wit-Rusland |
| 1 punt    | IJsland     |

#### Finale
Punten gegeven in de finale:
| 12 punten | Griekenland |
| 10 punten | Armenië     |
| 8 punten  | Rusland     |
| 7 punten  | Georgië     |
| 6 punten  | Oekraïne    |
| 5 punten  | Servië      |
| 4 punten  | Spanje      |
| 3 punten  | Roemenië    |
| 2 punten  | Israël      |
| 1 punt    | Zweden      |

1981 · 1982 · 1983 · 1984 · 1985 · 1986 · 1987 · 1988 · 1989 · 1990 · 1991 · 1992 · 1993 · 1994 · 1995 · 1996 · 1997 · 1998 · 1999 · 2000 · 2001 · 2002 · 2003 · 2004 · 2005 · 2006 · 2007 · 2008 · 2009 · 2010 · 2011 · 2012 · 2013 · 2014 · 2015 · 2016 · 2017 · 2018 · 2019 · 2020 · 2021 · 2022 · 2023 · 2024 · 2025